# Nikolaus Haller
Nikolaus Haller (* November 1539 in Augsburg; † 1584 in Augsburg) war Fuggerischer Faktor in Genua, Mailand und in Spanien. Er war auch Kaiserlicher und Bayerischer Rat. Von 1573 bis 1584 war Haller Mitglied in der Augsburger Kaufleutestube.

## Werdegang
Nikolaus Haller (auch Heller, Niclas, Niklas, Nicolaus) wurde im November 1539 in Augsburg geboren. 1573–1584 war er Mitglied in der Augsburger Kaufleutestube und nach Tätigkeit als Faktor der Fugger in Spanien selbständiger Kaufmann in Augsburg. Durch archivierte Korrespondenz zwischen Haller und den Fugger, ist es möglich, seine beruflichen Aktivitäten zwischen den Jahren 1561 und 1584 gut zu verfolgen. Er führte Briefwechsel mit vielen Mitgliedern der Familie Fugger und arbeitet für sie als Faktor (Agent: siehe Faktorei) in Genua, Mailand und Spanien. Haller wurde auch von Herzog Wilhelm V. von Bayern und Maximilian II., Kaiser des HRR über Jahre mit ausländischen Aufgaben beschäftigt, belegt mit einer Reihe von erhaltenen Briefe. Seine Mitgliedschaft in der Augsburger Kaufleutestube, deren Mitgliederverzeichnis von 1541 an erhalten ist, hinterließ auch nützliche Belege zu seinem Berufsleben. Der Zugang zum Kaufleutestube wurde auf Geburt oder Einheirat beschränkt. Das Protokollbuch der Kaufleutestube – es befindet sich im Archiv der Augsburger Industrie- und Handelskammer – verzeichnet im Zeitraum von 1541 bis 1620 1140 Personen.

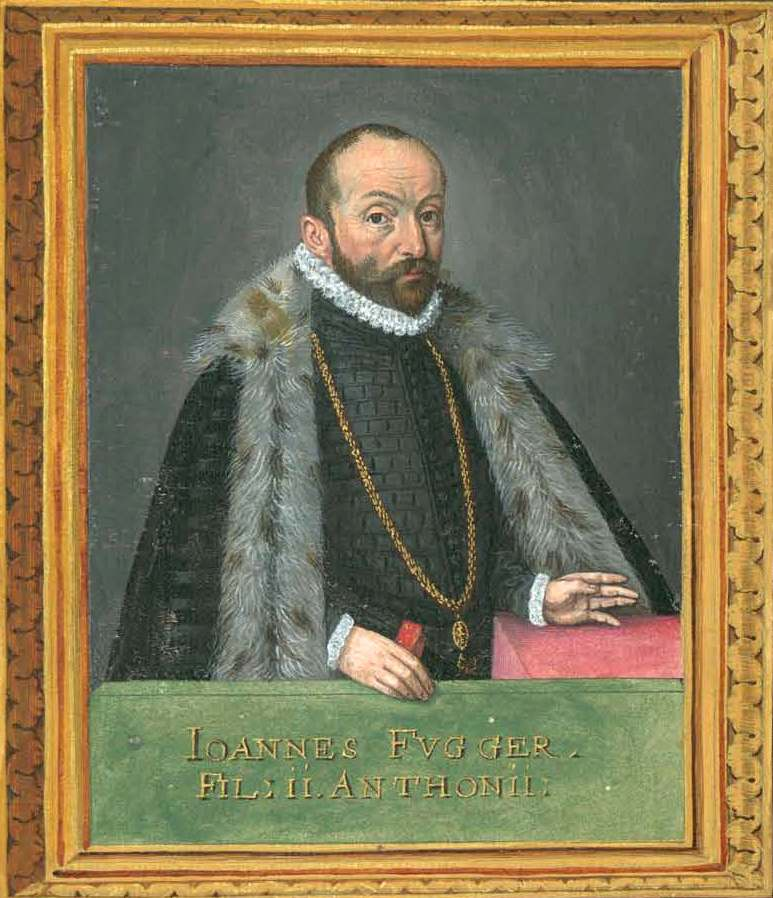
Hans Fugger

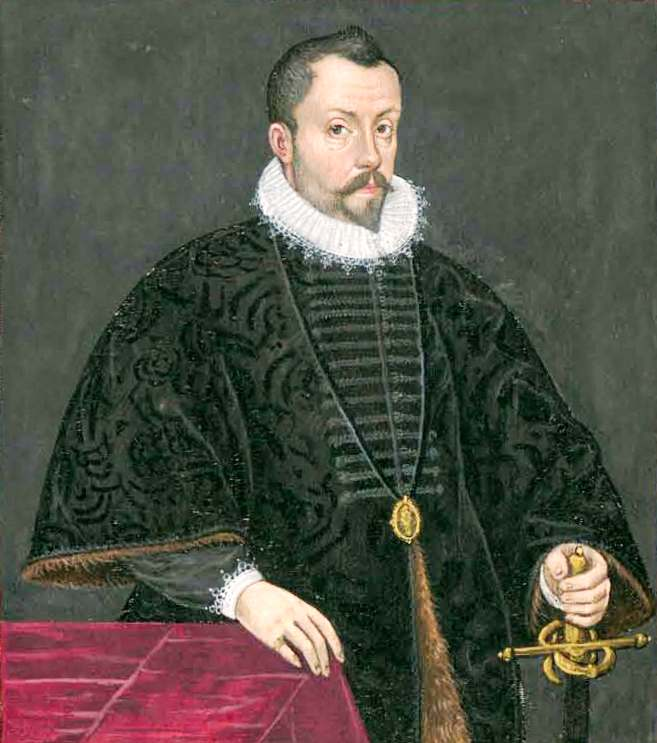
Octavianus Secundus Fugger

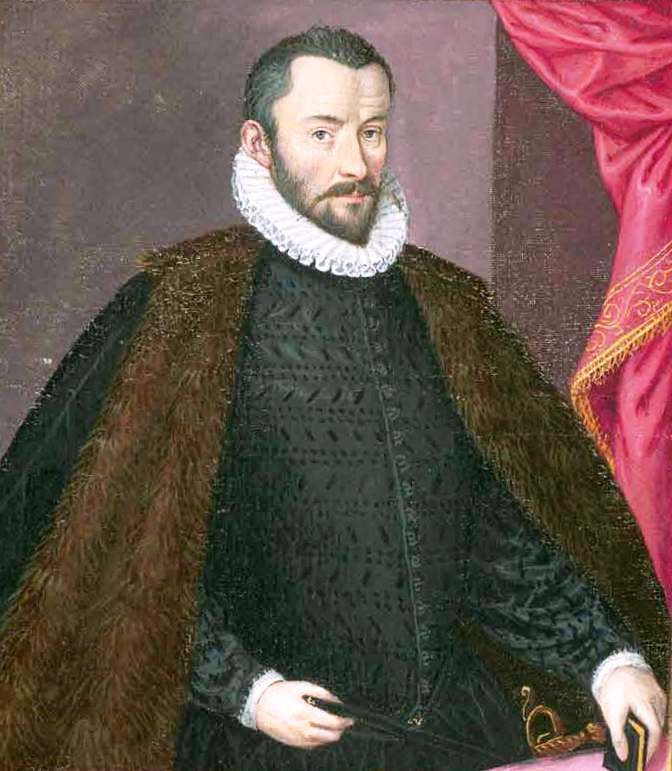
Philipp Eduard Fugger

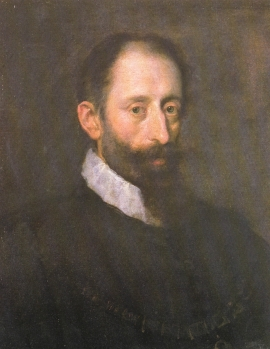
Herzog Wilhelm V. von Bayern

1561 Faktor für Hans Freiherr Fugger von der Lilie (1531–1598) in Genua.

Karl IX. von Frankreich (1550–1574) wurde am 15. Mai 1561 gekrönt. Ende Juni berichtet Hans Fugger an Niklaus Heller in Genua und eine Woche später auch an Lodron (wahrscheinlich Gasparo Lodron, geboren im Jahre 1533 – er tat für Kaiser Maximilian II. (1527–1676) als Botschafter in Spanien und in Rom Dienst –), dass eine stattliche polnische Gesandtschaft mit fünf Kutschen am Kaiserhof eingetroffen sei, um Pässe für die Durchreise des designierten Königs zu erlangen. Henri verspreche gute Nachbarschaft und wolle dafür sorgen, dass die Türken mit dem Kaiser Frieden hielten.
1571–1573 Genua und Mailand für Herzog Wilhelm V.

Niklas Heller ist wahrscheinlich identisch mit Niklas Haller, vgl. Reinhard: Eliten. S. 226 (Nr. 347). Demnach wurde vor 1547 geboren und starb 1584. Er war von 1573 bis 1584 Mitglied der Augsburger Kaufleutestube. Zwischen 1571 und 1573 reiste er mehrmals im Auftrag Herzog Wilhelms V. (1548–1626) nach Genua und Mailand, um kunstgewerbliche Produkte und Korallen zu besorgen. Er ist bis zu seinem Tod immer wieder auch in Fugger’schen Diensten zu finden, unter anderem in Spanien, vgl. Karnehm: Korrespondenz I.S. 301 (Anm. 1. Nr. 687).
1571–1579 Nachrichtenlieferant für den bayerischen Hof / 1581 in Spanien für Hans Fugger.

Vgl. etwa den Brief Hans Fuggers an Heller in Spanien vom 20. Januar 1581, Karnehm: Korrespondenz II/I. S. 804 (Nr. 1833), in dem sich Hans Fugger zunächst für die mitgeteilten Zeitungen bedankt und anschließend seinerseits Nachrichten aus dem Osmanischen Reich weitergibt. Niklas Heller ist auch als Nachrichtenlieferant für den bayerischen Hof zwischen 1571 und 1579 nachweisbar, vgl. Kleinpaul: Nachrichtendienst. S. 81.
1573–1574 in Genua.

Karl IX. von Frankreich am 30. Mai 1574. Über die Krönung Henris in Krakau berichtet Hans Fugger nur wenig. Aber nur wenige Wochen nach dem Tod des französischen Königs Charles IX. schreibt Hans Fugger an Niklas Heller in Genua, dass Henri bereits zum König ausgerufen sei und nach Frankreich zurückkehren werde. Nur wenige Tage später schreibt Fugger an Hieronymus (Gerolamo) von Lodron (1553–1606), der Tod des französischen Königs werde in der ganzen Christenheit große Änderungen hervorrufen und es könne dem Kaiser nun vielleicht gelingen, die polnische Krone für einen seiner Söhne zu sichern.
Vgl. Brief Hans Fuggers an Niklas Heller vom 27. Juni 1573 bzw. an Hieronymus von Lodron vom 4. Juli 1573, Karnehm: Korrespondenz. S. 456 (Nr. 1044) bzw. 465 (Nr. 1062): Wien, ÖNB. Cod. 8949 (1568–1573), fol. 444-445. & Vgl. Brief Hans Fuggers an Niklas Heller (Genua) vom 15. Juni 1574, Karnehm: Korrespondenz I. S. 64 (Nr. 134).
1581 und 1584 in Spanien.

Für Hans Fugger übernahm Heller in Spanien und Italien Aufgaben. 1581 und 1584 ist er in Spanien nachweisbar, muss aber 1584 in Augsburg gewesen sein und Kontakt mit Octavian Secundus Fugger gehabt haben, wie aus einem an ihn gerichteten Brief Hans Fuggers vom Mai 1584 hervorgeht. Hans Fugger gibt in den Briefen an Heller wiederholt Nachrichten weiter, wie auch er von Heller Nachrichten erhielt. So ist zu vermuten, dass Heller auch mit den Georg Fuggerischen Erben Nachrichten ausgetauscht hat.
1583 In einem Brief, den Philipp Eduard Fugger im Juli 1583 aus dem Kurort Zellerbad im Schwarzwald (heute Bad Liebenzell) an seinen Bruder richtete, schrieb er über einen weiteren Korrespondenten folgende amüsante Zeilen:
Niclas Heller hat mir dißmalen nichts sonderlichs schreiben khonden, dann in conclusione (…) ist er so vol gewesen, dz er nit allain unleserlich geschriben, sonder mit den zeitt(ung)o sich uff her Philipen Fugger refferiert hatt; ist ain arme elnde barmherzig schrifft gewest.
1584 in Spanien.

Darin heißt es bezüglich einer Entschuldigung Hellers für seine schnelle Abreise in Richtung Spanien, Octavius Secundus Fugger habe ihm, Hans Fugger, bereits alles erklärt, vgl. Karnehm: Korrespondenz II/2. S. 1128 (Nr. 2484, Brief von Hans Fugger an Niklas Heller vom 8. Mai 1584). Übrigens findet sich gerade im September 1584 im Ausgabenbuch von Octavian Secundus Fugger ein Eintrag für eine Besorgung (den 8ten duto Niclaß Heller per dz velles uber dz spanisch tuech zalt), die Niklas Heller für ihn erledigt hat, vgl. F.A. 1,1,10. fol. 94.
Sonstige Meldungen
1. Niclas Heller erhandelte von dem Battista aus Welschland ein Paternoster von Corallen, das der Herzog sich (3. August 1574) zuschicken ließ.
2. Der Augsburger Handelsmann Nicolaus Heller – der zuvor Faktor der Fugger in Spanien gewesen war … zu Nr. 1658 schenkte Heller im Übrigen der Kunstkammer eine Eisenkugel, mit der Seeräuber das Schiff beschossen hatten, auf …[6]
3. Der Augsburger Kaufmann Nikolaus Heller erhielt nur zu einem geringen Teil die Rolle des (Heinrich Dax, des Fuggers Schwager) Dax. Heller war zuvor Fuggerischer Faktor in Spanien gewesen; wir finden ihn seit dem Sommer 1571 für unseren Herzog tätig.[7]
4. …Jahrhundert eine bestimmte Sorte weicher Gräser verwendet; es wurde nach dem Schnitt in sorgfältig geknoteten Ballen aufbewahrt, von denen ein Beispiel im … in ein nach Spanien fahrendes Schiff geschossen wurde, zusammen mit einem seidenen Band, womit anstelle von Stricken die Gefangenen gebunden wurden – gegeben vom Augsburger N(icolaus) Heller, der auf demselben Schiff war. Zu Nicolaus Heller, nach Tätigkeit als Faktor der Fugger in Spanien selbständiger Kaufmann in Augsburg: Seelig, Kunstkammer, Anm. 245. CH I659 (I55I) Türkische Lederschale Ein Türckhische schal, mit 8 knorrn von leder inwendig rot, von außen blaw, von vergultem laubwerch außgemahlt. Türkische Lederschale in acht Wülsten, innen rot, außen blau, mit vergoldetem vegetabilen Dekor bemalt. Vgl. Nr. 141 1 , hier wohl in eben der passigen Form gemeint („Knorre“, „Knorz“: festes, kugeliges Stück; Schmeller, Bd. 1, 1872, Sp. 1334).[8]

## Familie
Haller’s Eltern waren der Goldschmied, wahrscheinlich auch Rat in Augsburg, und Mitglied im Augsburger Kaufleutestube, Hans Haller (* um 1505 in Lautrach), verheiratet seit 7. April 1528 in Augsburg mit Ursula Pfefferl.
Nikolaus Haller war verheiratet seit dem 15. Juli 1569 in Augsburg mit Felizitas Vischer (auch Fischer) (*zw. 11. November und 10. Dezember 1540 in Augsburg), Tochter von Lukas Vischer (* um 1512 in Augsburg; † 1569 in Augsburg), Branntweiner und zw. 1561–1569 Mitglied der Augsburger Kaufleutestube und dessen Ehefrau, Regina Wahl, verw. Vischer, geb. Lauterwein aus Augsburg.
Sechs Kinder sind bekannt:
1. Jacobina Haller (* 1570 in Augsburg, † 1. April 1603 in Regensburg) war verheiratet seit dem 17. Oktober 1591 mit Heinrich I. Erndel (getauft am 15. Juli 1569 in Regensburg[9]; bestattet am 15. Juni 1623 in Wolfenbüttel[10]), kaiserlicher Leib- und Hofapotheker in Prag;
2. Regina Haller (* um 1571 in Augsburg, † vor 1600 in Augsburg), verheiratet seit 1587 mit der Apotheker und Mitglied im Kaufleutestube, Jeremias Erhard (* um 1561 in Augsburg, † 1627 in Augsburg);
3. Oktavian Haller (* um 1573 in Augsburg, † nach 1625 in Augsburg), Goldschmiede, Juwelier, Diamantschneider, Mitglied 1598 im Schmiedezunft, 1603 bewirbt er sich vergeblich um die Aufnahme in die Kaufleutestube, 1605–1625 im Kaufleutestube, verheiratet seit 7. Februar 1593 mit Anna Schürer;
4. Dr. Philipp Haller (* um 1575 in Augsburg), 1600–1604 Kaufleutestube, danach Mehrer, verheiratet seit 1604 mit Sabina Manlich;
5. Nikolaus Haller (* um 1576 in Augsburg);
6. Felizitas Haller (* November 1580 in Augsburg), verheiratet seit 5. Oktober 1596 mit Abraham Leickher. Es sind die Eltern von (i) Dr. Isaac Leickher (* 11. November 1616 in Augsburg, † 1684 in Dresden), Erbsaß auf Lindau, kursächs. Amtmann zu Leipzig, später kursächs. Hof- und Justicienrat, Kammer-Gerichts- und Kräntz-Sachen-Hochverordneten Rat, auch Dichter[11] und (ii) Tochter Sybille Pöllmann geb. Leickher († 4. April 1651 in Dresden); Ururgroßmutter des Leipziger Bankier und Handelsmann Christian Gottlob Frege (1715–1781).